# Albirex Niigata Phnom Penh FC
Albirex Niigata Phnom Penh FC, là một câu lạc bộ bóng đá ở Campuchia. Câu lạc bộ thi đấu tại Giải vô địch quốc gia Campuchia, hạng đấu cao nhất của bóng đá Campuchia.

## Câu lạc bộ vệ tinh
Các câu lạc bộ sau đây được liên kết với Albirex Niigata FC (Campuchia):
- Albirex Niigata (J1 League)
- Japan Soccer College (Giải bóng đá Hokushinetsu)
- Albirex Niigata Ladies (Japan Women's Football League)
- Albirex Niigata Singapore FC (S.League)
- Albirex Niigata Barcelona (Quarta Catalana)